# Isanthrene maculata
Isanthrene maculata là một loài bướm đêm thuộc phân họ Arctiinae, họ Erebidae.